# Чемпіонат Швеції з футболу 2017: Супереттан
Супереттан 2017 — 18-й сезон у Супереттан, що є другим за рівнем клубним дивізіоном (сформованим у 2000 році) у шведському футболі після Аллсвенскан. 
У чемпіонаті взяли участь 16 клубів. Сезон проходив у два кола, розпочався у квітні й завершився в листопаді 2017 року.
Переможцем змагань став стокгольмський клуб «Броммапойкарна». Разом із ним путівки до вищого дивізіону виборов  з другої позиції «Далькурд», а також Треллеборг ФФ, який зайняв третє місце та переміг у плей-оф на підвищення.

## Учасники сезону 2017 року
| Клуб                         | Місце в 2016             | Перший сезон в Супереттан |
| ---------------------------- | ------------------------ | ------------------------- |
| Гельсінгборгс ІФ             | Аллсвенскан - 14         | 2017                      |
| «Єфле» (Євле)                | Аллсвенскан - 15         | 2001                      |
| Фалькенбергс ФФ              | Аллсвенскан - 16         | 2003                      |
| «Далькурд» (Бурленге)        | 4                        | 2016                      |
| Варбергс БоІС                | 5                        | 2012                      |
| Отвідабергс ФФ               | 6                        | 2000                      |
| Треллеборгс ФФ               | 7                        | 2002                      |
| ГАІС (Гетеборг)              | 8                        | 2001                      |
| «Ергрюте» (Гетеборг)         | 9                        | 2007                      |
| «Фрей» (Тебю)                | 10                       | 2015                      |
| ІФК Вернаму                  | 11                       | 2011                      |
| Дегерфорс ІФ                 | 12                       | 2005                      |
| «Сиріанска» (Седертельє)     | 13                       | 2009                      |
| «Броммапойкарна» (Стокгольм) | Дивізіон 1 (Північ) - 1  | 2002                      |
| «Естерс» (Векше)             | Дивізіон 1 (Південь) - 1 | 2017                      |
| «Норрбю» (Бурос)             | Дивізіон 1 (Південь) - 2 | 2017                      |

## Турнірна таблиця
| Поз | Команда                                | І  | В  | Н  | П  | ГЗ | ГП | РГ  | О  | Підвищення, кваліфікація або пониження |
| --- | -------------------------------------- | -- | -- | -- | -- | -- | -- | --- | -- | -------------------------------------- |
| 1   | ІФ «Броммапойкарна» (Стокгольм) (C, P) | 30 | 19 | 5  | 6  | 59 | 26 | +33 | 62 | Підвищилися в Аллсвенскан              |
| 2   | «Далькурд» ФФ (Бурленге) (P)           | 30 | 17 | 7  | 6  | 57 | 26 | +31 | 58 | Підвищилися в Аллсвенскан              |
| 3   | Треллеборг ФФ (O, P)                   | 30 | 14 | 10 | 6  | 54 | 32 | +22 | 52 | Плей-оф на підвищення                  |
| 4   | Фалькенбергс ФФ                        | 30 | 12 | 12 | 6  | 50 | 39 | +11 | 48 |                                        |
| 5   | «Естерс» ІФ (Векше)                    | 30 | 13 | 9  | 8  | 46 | 35 | +11 | 48 |                                        |
| 6   | ІФК Вернаму                            | 30 | 14 | 5  | 11 | 53 | 44 | +9  | 47 |                                        |
| 7   | Гельсінгборг ІФ                        | 30 | 11 | 12 | 7  | 40 | 41 | −1  | 45 |                                        |
| 8   | Дегерфорс ІФ                           | 30 | 12 | 8  | 10 | 42 | 38 | +4  | 44 |                                        |
| 9   | ГАІС                                   | 30 | 10 | 7  | 13 | 28 | 37 | −9  | 37 |                                        |
| 10  | «Норбю» ІФ (Бурос)                     | 30 | 11 | 4  | 15 | 44 | 56 | −12 | 37 |                                        |
| 11  | Варбергс БоІС                          | 30 | 9  | 9  | 12 | 42 | 42 | 0   | 36 |                                        |
| 12  | «Єфле» ІФ (Євле)                       | 30 | 10 | 6  | 14 | 40 | 48 | −8  | 36 |                                        |
| 13  | «Ергрюте» ІС (Гебеторг) (O)            | 30 | 9  | 9  | 12 | 29 | 45 | −16 | 36 | Плей-оф на вибування                   |
| 14  | ІК «Фрей» (Тебю) (O)                   | 30 | 8  | 5  | 17 | 39 | 51 | −12 | 29 | Плей-оф на вибування                   |
| 15  | «Сиріанска» ФК (Седертельє) (R)        | 30 | 7  | 3  | 20 | 39 | 66 | −27 | 24 | Вибули в Дивізіон 1                    |
| 16  | Отвідабергс ФФ (R)                     | 30 | 6  | 5  | 19 | 22 | 58 | −36 | 23 | Вибули в Дивізіон 1                    |

## Плей-оф на підвищення
| Команда 1            | Заг. | Команда 2        | 1-й матч | 2-й матч |
| -------------------- | ---- | ---------------- | -------- | -------- |
| 16/19 листопада 2017 |      |                  |          |          |
| Треллеборг ФФ        | 3:1  | «Єнчепінг Седра» | 2:0      | 1:1      |

Треллеборг ФФ завоював путівку до Аллсвенскан.

## Плей-оф на вибування
| Команда 1                  | Заг. | Команда 2               | 1-й матч | 2-й матч |
| -------------------------- | ---- | ----------------------- | -------- | -------- |
| 8/11 листопада 2017        |      |                         |          |          |
| «Акрополіс» ІФ (Стокгольм) | 1:1  | ІК «Фрей» (Тебю)        | 1:1      | 0:0      |
| 8/11 листопада 2017        |      |                         |          |          |
| М'єльбю АІФ                | 3:4  | «Ергрюте» ІС (Гетеборг) | 2:1      | 1:3      |

Путівку до Супереттан завоювали  «Ергрюте» ІС (Гетеборг) та ІК «Фрей» (Тебю) (у другого — більша кількість забитих м'ячів на виїзді).

### Найкращі бомбардири сезону
| Гравець        | Клуб              | Голи |
| -------------- | ----------------- | ---- |
| Ріхард Ярсуват | Гельсінгборгс ІФ) | 17   |
| Саліф Камара   | Треллеборг ФФ     | 15   |